# 上郎新二
上郎 新二（こうろ しんじ、1888年〈明治21年〉2月22日 - 1933年〈昭和8年〉2月12日）は、日本の政治家（神奈川県会議員）、資産家、地主、土地建物管理取締役、神奈川県多額納税者。族籍は神奈川県平民。

## 経歴
神奈川県人・上郎幸八の長男で、上郎清助の養弟。横浜市境町一丁目生まれ。
家督を相続した。慶大修業。地主であり、貸地業を営んだ。横浜港都復興の大業が興ると、横浜における大地主であるため推されて第十地区に土地区画整理委員となる。神奈川県会議員をつとめた。

## 人物
神奈川県多額納税者であり、貴族院多額納税者議員選挙の互選資格を有した。趣味は囲碁、ゴルフ。本籍は横浜市境町。住所は横浜市南太田町、高座郡藤沢町鵠沼。

## 家族・親族
上郎家　
- 父・幸八[5]（1836年 - 1916年[13]、貸金業、資産家[14]） - 父・幸八は福井県南条郡王子保村白崎（現・越前市）の農家の生まれで、横浜で成功。
- 母・嘉代（1852年 - ?、東京、佐藤晃の長女）[9][10] - 母・嘉代は儒学者佐藤一斎の孫娘に当たり、その妹士子は、横浜の貿易商吉田健三の妻で吉田茂元首相の養母である。
- 姉・やす（1874年 - ?、上郎清助の妻）[5]
- 妻・フジ[15]（1899年 - ?、群馬、澁澤金蔵の養子[7][9][10]、地主[7][15]）
- 女・嘉（1911年 - ?）[9][10]
- 二女（1924年 - ?）[9][10]
- 二男・幸二（1914年 - ?、家督を相続[16]、地主[16]）
- 三男・健吉[15]（1916年 - ?、東京、角田光五郎の養子[17]、角田興業代表取締役[18]）
- 四男・治幸（地主[17][19]） - 宗教は真言宗[17]。
- 五男（1927年 - ?）[9][10]

親戚
- 磯野庸幸（神奈川県多額納税者、ラジオ関東社長、貴族院議員）
- 太田孝之（医学博士、太田小児科病院長、医師）
- 上郎清助[3]（上信銀行頭取、貴族院議員[10]、神奈川県多額納税者、資産家[14]）
- 上郎幸（神奈川県多額納税者、上信銀行頭取）[15]
- 上郎やす[5]（浦島保育院長、地家主）[9]
- 澁澤金蔵（群馬県多額納税者、金融業、貴族院議員）
- 吉田新七郎（農学博士）
- 吉田羊治郎（滋賀県多額納税者、貴族院議員、滋賀県農会長）